# Gran Turismo (sèrie de videojocs)
Gran Turismo (GT) és una sèrie de videojocs de curses produïda per a la Sony Playstation, Playstation 2, PlayStation Portable i Playstation 3. Tots els videojocs, en el seu moment, van mostrar un gran detall en la simulació de la física del maneig en conducció i una gran quantitat de vehicles, gairebé tots reproduccions amb llicència de cotxes reals. El detall gràfic dels vehicles va ser igualment realista i precisa. El Gran Turismo original va ser el videojoc més venut fabricat per a la Playstation original, i les seves versions següents han obtingut també molt èxit.

## Temàtica
La saga Gran Turismo és desenvolupada per Polyphony Digital. El productor de tota la sèrie és Kazunori Yamauchi. Gran Turismo és en part responsable de la introducció de cotxes que només estaven disponibles del Japó als Estats Units, com el Subaru Impreza WRX, la sèrie Mitsubishi Lancer Evolution, i la sèrie Nissan Skyline, sota la signatura de luxe de Nissan, Infiniti, es va introduir el G35. El joc també va incrementar la difusió de companyies com Aston Martin, Ruf, Venturi i Alfa Romeo.
L'èxit de la sèrie Gran Turismo és degut en gran part per l'evident detall en la simulació de la conducció i cursa dels vehicles del joc. Cada cotxe s'escolta i es maneja d'acord amb les impressions de la vida real. La modificació dels vehicles és molt realista, per exemple, els ajustaments a la suspensió afecten el maneig tal com és en la vida real. Un altre tret distintiu de la sèrie són els seus gràfics altament avançats, tot ha estat meticulosament detallat des dels cotxes fins als entorns. El cor de la saga és el mode de simulació, on el jugador ha d'avançar per diversos circuits que incrementen la seva dificultat per a obtenir diners, habilitat i cotxes.

## Videojocs de la saga
Fins al 23 de juliol de 2006, hi ha hagut 4 jocs. Dos han estat llançats per a Playstation i dos per a Playstation 2. A part, hi ha 3 jocs més en desenvolupament, dos per al Playstation 3 i un més per la PlayStation Portable.

### Gran Turismo
El joc més venut per a la Playstation original, Gran Turismo, conté 11 circuits, 3 circuits de rendiment i múltiples esdeveniments contra rellotge. El mode de simulació no és tan vast com en els llançaments posteriors, i l'estructura és molt curta o sense forma, però les característiques bàsiques del joc estan presents, incloent l'habilitat d'obtenir vehicles després de guanyar certs esdeveniments. També es va introduir el sistema de proves per a llicències, que qualifica al jugador per a competir en certs esdeveniments. El jugador comença amb un cert nombre de crèdits que són usats per a comprar cotxes nous o usats de les botigues especialitzades de fabricants (per exemple, una ven només els Toyota, una altra només els Mitsubishi, i així), o d'agències de cotxes usats, i llavors es pot millorar el vehicle a la botiga d'elements apropiades per a millorar l'acompliment en les carreres. El jugador pot gastar els seus crèdits obtinguts per guanyar carreres en modificacions per al seu acte actual o per a comprar un de nou. Certs esdeveniments estan només oberts per a certs vehicles o per a conductors amb certa llicència.
La música d'inici de la versió europea i americana és un remix dels The Chemical Brothers de la cançó de Manic Street Preachers "Everything Must Go". El videojoc conté una selecció lleugerament limitada de cançons, que inclouen "Lose Control" d'Ash presa de l'àlbum de 1977, quatre cançons de l'àlbum Swim de Feeder ("Chicken On A Bone Reworked Instrumental", "Shade Instrumental", "Tangerine Instrumental", "Sweet 16"), "As Heaven is Wide" de Garbage, "Oxyacetalene", "Skeletal", "Autonomy", i "Industry" de Cubanate.

### Gran Turismo 2
També per la Playstation original. Gran Turismo 2 conté 22 circuits, 6 circuits de rendiment, i el primer esdeveniment de ral·li, incloent el famós circuit de Pikes Peak. GT2 ve amb dos discos: el disc de mode recreatiu i el disc de manera simulació, la versió PAL té una portada de "rasca i olora" (que suposa tenir olor de pit lane), que va desaparèixer quan el joc es va unir al nivell Platí dels videojocs més venuts. La separació dels discos és a conseqüència de la quantitat de millores al mode de simulació, es va reorganitzar el sistema de llicències i es va introduir el sistema de percentatge de finalitzat del jugador. El joc ja comptava amb gairebé 650 vehicles.

### Gran Turismo 3: A-Spec
En un principi es va anomenar Gran Turismo 2000, però es va haver de canviar el nom perquè el llançament del joc es va endarrerir i no va poder ser en aquest any. Gran Turismo 3: A-Spec va ser el primer de la saga per la Playstation 2, es van millorar notòriament els gràfics i el sistema de joc.
Una nova característica van ser els canvis d'oli. Segons la distància recorreguda, l'acompliment del motor es degradava gradualment fins que una llum en el tauler anunciava que es necessitava un canvi d'oli.
El mode Gran Turismo (mode de simulació), va tenir una interfície reorganitzada, amb una major estructura i ordenament de les curses i reptes. En addició, les botigues de cotxes van ser organitzades per país i després per fabricant, que era més intuïtiu que el mètode usat al GT2. En la part negativa, GT3 va comptar amb menys vehicles (prop de 150), degut en major part pel treball que es va requerir per a millorar els gràfics i estadístiques dels cotxes.
El llançament inicial al Japó del GT3 incloïa un manual de 179 pàgines anomenat "Gran Turismo 3 A-Spec Reference Guide", que incloïa guies detallades en tècniques de maneig per al volant GT Force de Logitech, un catàleg complet de parts per a modificar i una descripció de tots els cotxes que incloïa el joc. En llançaments posteriors es va eliminar aquest manual.
GT3: A-Spec és considerat un èxit comercial per a Sony al Japó, Europa i Amèrica. El videojoc és dels més venuts per a Playstation 2 amb 14,36 milions de còpies. El joc va ser aclamat pels crítics i jugadors com un dels millors videojocs de curses mai realitzat i freqüentment apareix en les llistes del "top 100" (com la d¡IGN Entertainment).

### Gran Turismo 4

#### Gran Turismo 4 Prologue
Llançat el desembre de 2003. Va ser una versió de pre-llançament de GT4 que suposava proveir un cop d'ull del que anava a ser GT4 quan fos llançat. Tenia uns quants cotxes i un petit nombre de circuits. La mode de simulació va ser eliminat i es va substituir amb una sèrie llarga d'esdeveniments semblant a les proves de llicència. Només uns quants esdeveniments tenien cotxes competint contra el jugador. No havia opcions per a més d'un jugador. GT4P no podia ser considerat com un joc complet, però tot i així va ser venut a les botigues del Japó i la resta del Sud-est Asiàtic. Va incloure un DVD extra amb escenes darrere de les càmeres, i ajuda de maneig. GT4P té un esdeveniment especial que requeria acabar un circuit en un cert temps i amb un cert nivell de consum de combustible en un Toyota Prius. Tota la funcionalitat del maneig híbrid de Toyota va ser modelat per al repte. Això va ser probablement per l'ímpetu de Toyota d'adoptar demos de GT4 com eina promocional.

#### Disc Demo Toyota Prius
En l'estiu de 2004, Toyota va enviar un disc demo de GT4 juntament amb el fullet promocional de l'híbrid Prius 2004. S'enviava als clients que ho sol·licitaven en el lloc d'Internet i també va ser lliurat en la presentació del Toyota MTRC en l'Auto Show Internacional de Nova York. El disc incloïa només dos vehicles, el Prius i el MTRC concept. Dos circuits, Fuji Speedway 90's i Grand Canyon, amb un límit de 2 minuts de joc.

#### Disc Demo BMW sèrie 1
Llançat per a la presentació de la sèrie 1 de BMW. Incloïa els 4 models de la sèrie 1 (118i, 120i, 118d i 120d) i 3 circuits, incloent Nürburgring (amb un límit de 3 minuts). El disc estava inclòs en un paquet que es lliurava als compradors d'un vehicle sèrie 1 que anés adquirit en prevenda en el Regne Unit, l'esdeveniment es va realitzar en el Rockingham Motor Speedway a Northamptonshire.

#### Disc Demo Nissan Micra
Amb el llançament del Nissan Micra, es van distribuir paquets a cada concessionària de diversos països d'Europa per a promoure l'acte. El paquet incloïa, entre altres coses, 3 discos i un d'ells era un demo oficial del Gran Turismo 4.

#### Gran Turismo 4
Gran Turismo 4 és el joc més realista i complet de la saga, amb el major nombre de cotxes i circuits disponibles, 720 cotxes en el joc (encara que ha de dir que la llista inclou cotxes amb múltiples variacions, com 20 Subaru Impreza, 25 Mitsubishi Lancer i 48 Nissan Skyline) i més de 50 circuits. Entre les noves característiques estan la possibilitat d'instal·lar alerons per a augmentar l'embranzida vertical,(cal dir que això difereix de l'opció "racing modification" que es presentava en els anteriors Gran Turismo i que bàsicament convertia l'automòbil en un model de carreres) la possibilitat per als cotxes modificats o de carreres d'escopir flames pels tubs d'escapament, i la inclusió controvertida de l'òxid nitrós (NO). També es va incloure el mode fotogràfic (Photo Mode) i el mode B-Spec.
El joc va ser llançat per la Playstation 2 el 28 de desembre de 2004 a l'Àsia, el 22 de febrer de 2005 als Estats Units i el 9 de març de 2005 a Europa. Una versió per la PlayStation Portable està sent desenvolupada. Un component en línia, pretès inicialment, va ser eliminat. Tot i així, encara que hi ha poques característiques de joc en línia, la versió NTSC del joc té una opció per a veure's en resolució HDTV 1080i. És el primer joc per la Playstation 2 que es pot mostrar en aquesta resolució. La versió final va ser llançada en format DVD-9.
En addició, la física i la intel·ligència artificial (IA) han estat completament millorades. La IA dels cotxes contrincants pot ser configurada pel jugador amb més de 10 ajustaments en mode de màquina recreativa, però encara no és del tot innovador com es veu en altres jocs de carreres (com el Forza Motorsport). GT4 és també el primer joc de la saga en mostrar pilots, el que permet conduir els cotxes convertibles amb la capota oberta, i la inclusió de cotxes antics com el Daimler-Benz Motor Wagen i el Ford T, encara que no pot ser utilitzats en competicions, només per a proves contra rellotge.
També van ser incloses per primera vegada en la saga camionetes pickup, com la Ford F150 SVT Lightning i la Dodge Ram, i dels nous models estan el Buick GNX 1987 i les dues versions del Pontiac GTO, la de 1964 i la de 2004. El primer custom car de la sèrie també va ser inclòs, el Buick Special.
La millora més significant sobre els llançaments anteriors, per molt, va ser el nou desenvolupament de la física. Els jugadors han d'aprendre encara més sobre les carreres reals per a poder manejar de forma efectiva en el joc a comparació d'altres jocs de carreres. Els controls de tracció i estabilitat estan disponibles per a proporcionar ajuda de maneig realista per a principiants.
Les proves de llicència han estat una part integral dels jocs de la sèrie. En completar nivells més alts de prova, permetrà al jugador obtenir carreres més difícils, on la victòria es tradueix en més crèdits i actuacions més ràpides i estranyes. Això al seu torn li donarà al jugador una millor oportunitat de guanyar més carreres.
El jugador avançat ha de ser capaç de jutjar el seu acompliment pels realistes temps de tornada. D'acord amb els desenvolupadors, un conductor professional va ser convidat per a marcar els temps usant el mateix automòbil en el circuit de Nürburgring Nordschleife, i els temps de tornada de GT4 van estar dintre del 2% del temps real. No obstant això, Jeremy Clarkson del show d'automòbils britànic Top Gear va tractar de millorar el seu temps a Laguna Seca en un Fona NSX, i no va trigar tant. El seu temps a la vida real d'1:57 era molt major al temps GT4 d'1:41.148. Clarkson de fet va usar un Fona NSX-R en el joc però va conduir un Acura NSX a la Llacuna Seca. El NSX-R és una versió més lleugera i ràpida de l'original NSX. Tot i així, la comparació del Clarkson virtual i el real va fallar. Ell va esmentar que en el joc, el va poder prendre majors riscos que a la vida real.

#### Gran Turismo 4 Mobile
És pràcticament el mateix joc que el Gran Turismo 4, adaptat per a la PSP. Es va anunciar oficialment a la I3 del 2009. Inclourà 800 cotxes i 35 circuits amb 60 variants a més anirà fluid a 60FPs constants, optarà a uns gràfics similars als de Gran Turismo 5 Prologue sent així el joc més real de cotxes en PSP, estarà disponible en UMD per a PSP 1000, 2000 i 3000 sèries, descàrrega directa del store per a la PSP-Go!. Es llançà a la venda l'1 d'octubre de 2009.

### Gran Turismo HD Concept
A l'E³ del 2006 es va anunciar que es llançaria el Gran Turismo HD (High Definition-Alta Definició) per la Playstation 3 encara que finalment va ser cancel·lat quan el dissenyador Kazunori Yamauchi ho va anunciar el desembre de 2006. Juntament amb la cancel·lació es va anunciar el llançament d'una versió de demostració anomenada Gran Turismo HD Concept disponible per a descarregar exclusiva i gratuïtament de Playstation Store del Japó. Aquesta versió no durà l'esperat mode de joc online a pesar de tenir un sistema de classificació per Internet.

### Gran Turismo 5 Prologue
És l'actual joc de la franquícia per a Playstation 3, està disponible en dos formats: Blu-ray i per a descarregar a Playstation Store. El joc va ser llançat al Japó el 13 de desembre de 2007 (amb un demo descarregable el 20 d'octubre); per a Europa arribo el 26 de març de 2008. El joc conta 71 cotxes incloent el Ferrari de Fórmula 1 de Kimi Raikkonen, 5 circuits i 16 jugadors on-line.
El seu preu de venda recomanat és de 39,99 € a Espanya.
El joc pot adquirir-se amb una versió limitada d'un dels cotxes que apareixen en el joc per a pistes Scalextric. Tot el conjunt (joc més cotxe), suposen uns 45-50 EUR.

### Gran Turismo 5
Gran Turismo 5 per a la Playstation 3 es va publicar en novembre de 2012.

## Crítiques
Encara que el Gran Turismo és àmpliament considerat el millor joc de simulació de carreres disponible per la Playstation i la Playstation 2, té els seus aspectes negatius. Per exemple, els cotxes en el joc no reben danys, parcialment a causa dels acords de llicència que van prohibir danys en els cotxes i per altra banda, a causa del fet que (com va ser plantejat pels desenvolupadors) moltes col·lisions durant el joc normal destruirien completament els vehicles involucrats. Aquesta falta de danys ha fet que molts jugadors prenguin l'actitud de "Qui necessita frens? Per això són els meus contrincants!" De fet, usant els vehicles IA com a barreres és una tàctica per a estalviar temps en el GT. Aquest aspecte no opaca la física realista de la conducció.
Problemes addicionals inclouen la presència de només cinc cotxes IA, i l'aparent falta d'intel·ligència demostrable en les habilitats de conducció d'aquests cotxes. El poc nombre de cotxes creen un falta de varietat i emoció en les curses; generalment els cinc vehicles viatgen en proximitat, i si l'automòbil del jugador és un mica més ràpid que els de IA, serà fàcil passar-los. En les poques ocasions que els cotxes de IA dona competència a l'automòbil del jugador, aquest troba amb freqüència que el cotxe IA no és conscient de la seva presència, i usualment condueix al costat del jugador o per darrere en un esforç instintiu de mantenir-se a la pista.
També, hi ha certes omissions clares (a pesar de la quantitat de vehicles de més de 700 al GT4) que deixen a molts fanàtics en desacord. No hi ha Ferraris (encara que finalment faran aparició en el nou Gran Turismo HD), Lamborghinis (sense comptar el privateer JGTC Diablo en l'edició japonesa de GT3), o Porsches (encara que el Ruf, construeix els seus cotxes sobre xassís de Porsche). Un altre aspecte del joc que ha estat criticat és que molts dels cotxes són variants dels mateixos vehicles esportius japonesos; hi ha 48 varietats (56 incloent els vehicles de curses i altres varietats) de Nissan Skyline i 20 Mitsubishi Lancer Evolution. També és evident que el joc té un major percentatge de cotxes japoneses.

## Curiositats
- GT2 i GT4 - Mentre es condueix pel Seattle Circuit, pot ser vist el Kingdome (els antics estadis dels Mariners de Seattle de la MLB i dels Seattle Seahawks de la NFL) al costat de l'actual estadi, Safeco Field (Els Seahawks juguen en un altre estadi, el Qwest Field). El Kingdome va ser aterrat el 26 de març de 2000 i va ser afegit al videojoc per la nostàlgia.
- GT4 - El Nike One 2022 té codi Morse en el costat dret del cotxe. Si es llegeix al revés, diu "www.phil-frank.com", web del dissenyador del vehicle. També té codi a la part interna de les llandes, encara que no ha estat desxifrat.
- GT4 - Després del túnel i la llarga recta a Trial Mountain, quan s'acosta la corba a l'esquerra, es pot distingir sobre la barda de la vall, un arbre d'altura impossible.
- GT4 - Just abans de la línia de meta en el Ral·li d'Umbria, escrit sobre l'asfalt, hi ha la inscripció: "Dio lo benedice - fate il suo guidare il ù sicuro e divertirsi" que significa "Déu els beneeixi; que faci el seu maneig el més segur i divertit"
- GT4 - Si es condueix Apricot Hill reverse, a la segona corba just abans de baixar, es pot observar un fum grisenc sobre la muntanya.
- A tota la sèrie, la marca japonesa de rellotges Seiko ha estat l'acreditada de proporcionar el temps oficial de les carreres.[4]
- Es van fer referències al videojoc a la cançó de The Streets "The Irony of it All" de l'àlbum Original Pirate Material.